# Las Torres de Cotillas
Las Torres de Cotillas est une commune d'Espagne de la communauté autonome de Murcie. Elle s'étend sur 38 km2 et comptait environ 21 443 habitants en 2011.

## Situation
Située sur les rives du Segura — en face de Molina de Segura — et de son affluent, le río Mula — en face d'Alguazas —, Las Torres de Cotillas se trouve à 15 km au nord-ouest du centre de Murcie, la capitale régionale.
|                | Alguazas               |                  |
| Campos del Río | Las Torres de Cotillas | Molina de Segura |
|                | Murcie                 |                  |

La commune se rattache à la comarque Vega Media del Segura (es), et à l'aire métropolitaine de Murcie.

## Histoire
Las Torres de Cotillas se nomme « Quitiyya » à l’époque wisigothique.
La gare contribue fortement au développement industriel de la région à partir de l'inauguration en 1865 de la liaison ferroviaire Murcie-Albacete sur la ligne Chinchilla-Cartagena (es)[réf. souhaitée].

## Points d'intérêt

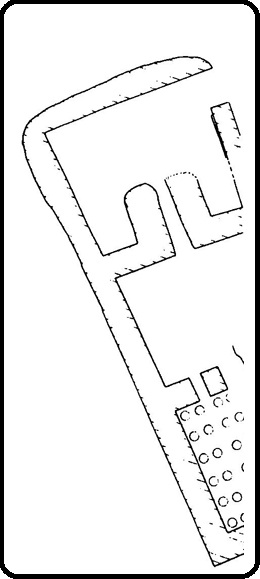
Plan des thermes romains de La Loma.
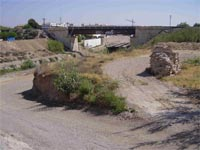
Au premier plan : Peñeta de La Florida, vestige d'un aqueduc médiéval restauré au XVIe siècle. À l'arrière-plan : pont ferroviaire.
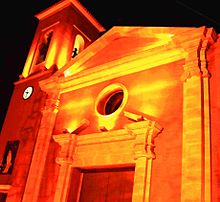
L'église paroissiale, Nuestra Señora de la Salceda, fondée en tant qu'ermitage à la fin du XVIIIe siècle et agrandie au XIXe siècle[2].
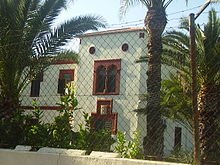
Maison de la famille D'Estoup. XIXe siècle.
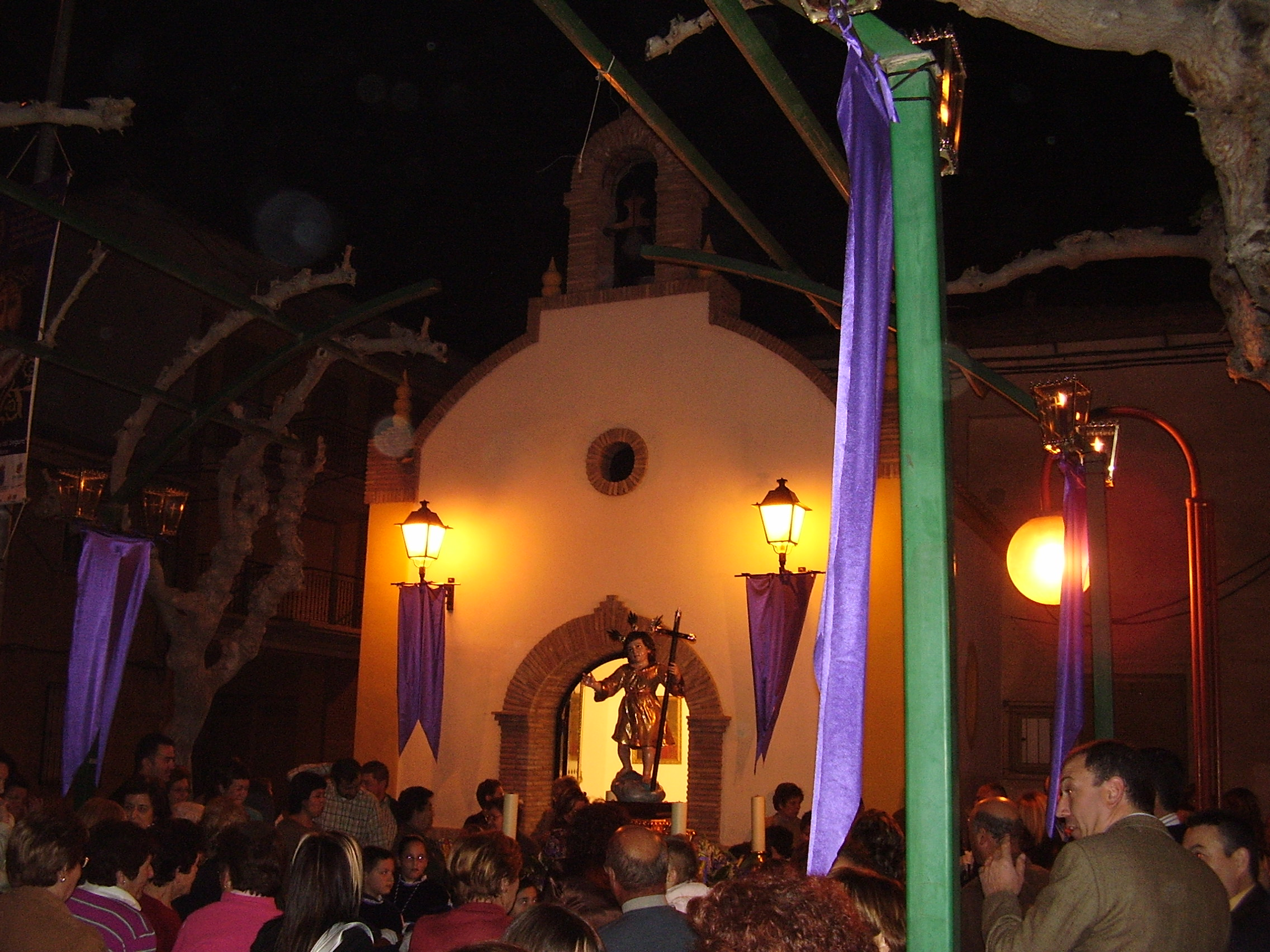
Ermita de la Cruz datant de la fin du XIXe et du début du XXe siècle.
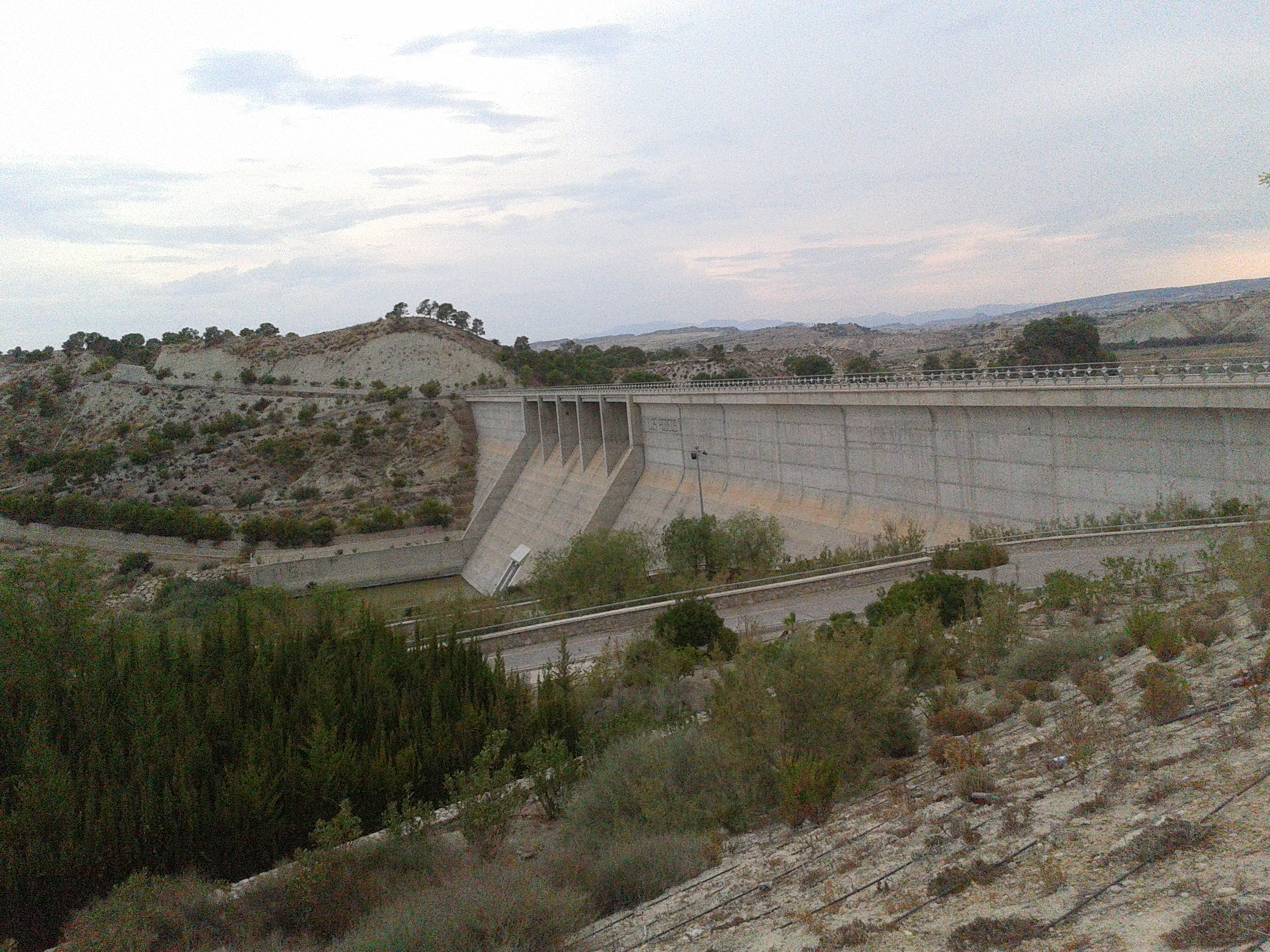
Barrage de Los Rodeos sur le río Mula à la limite avec les communes d'Alguazas et Campos del Río.
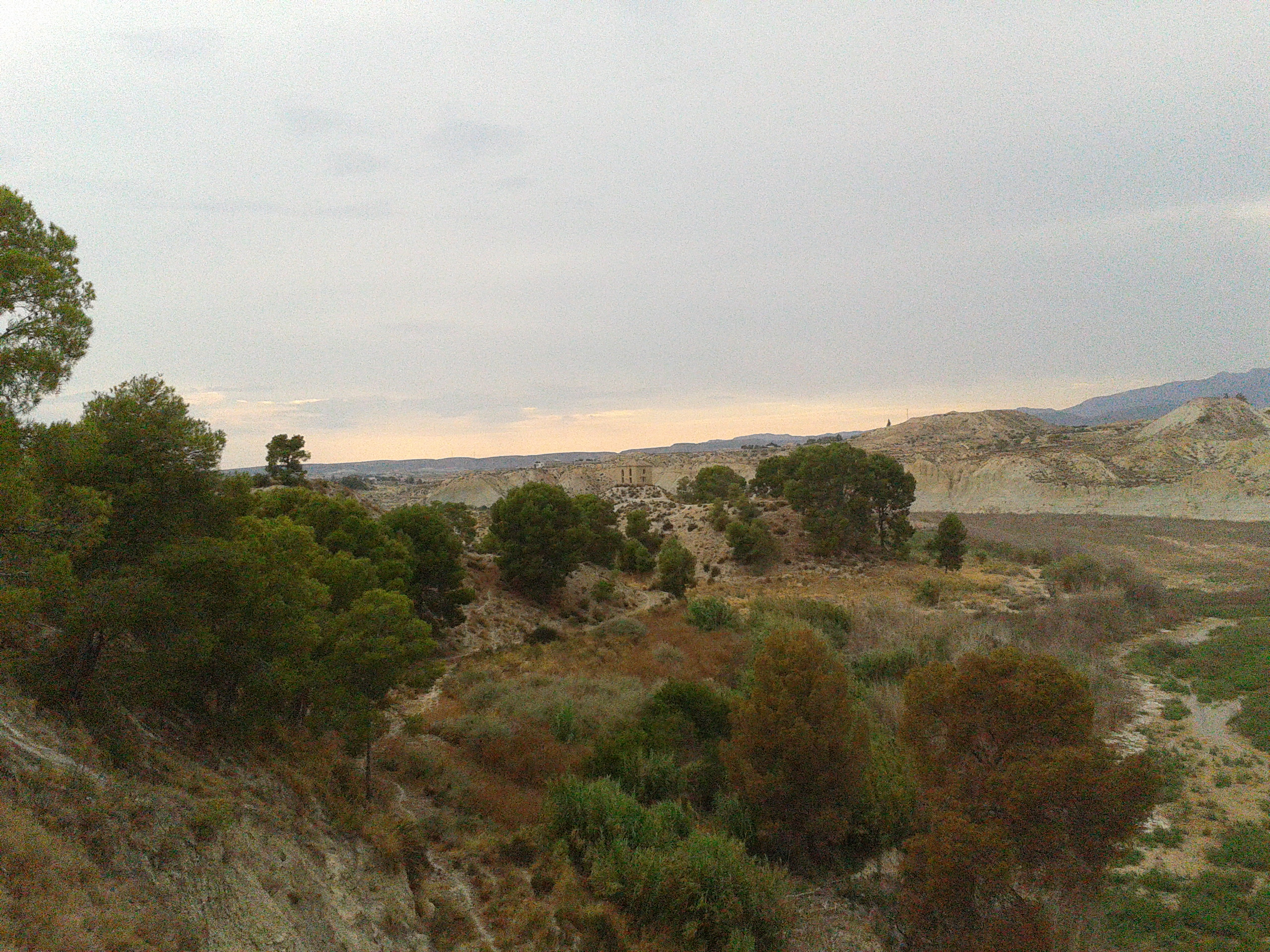
Paysage.